# Long Barrow (Ascott-under-Wychwood)

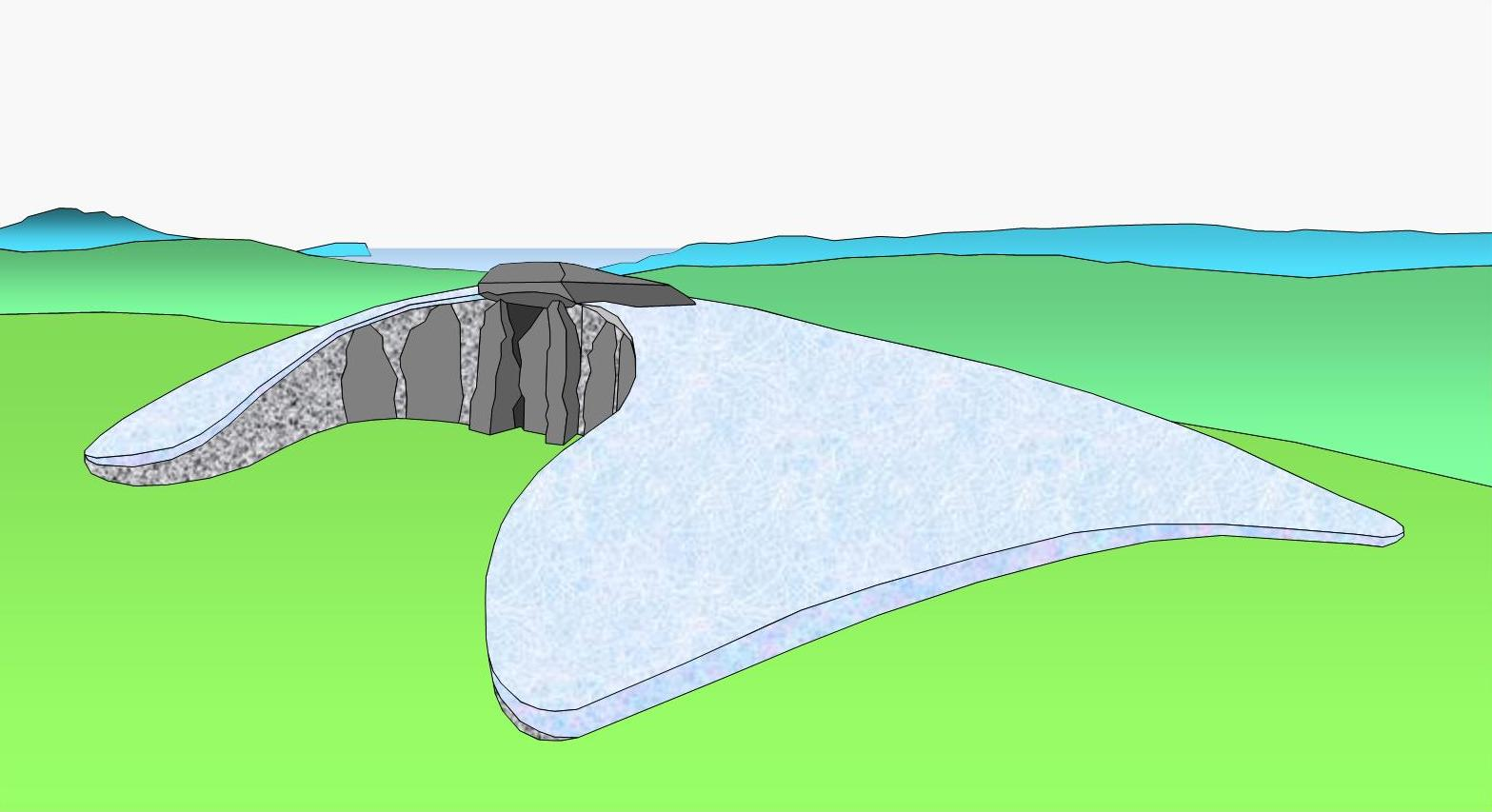
Schema Cotswold Severn Tomb – Die Exedra besteht oft aus „post and panel technique“ (Pfosten und Platten-Technik)

Der zwischen 1965 und 1969 unter der Leitung von Don Benson ausgegrabene Long Barrow von Ascott-under-Wychwood (auch Monument No. 334700 genannt) liegt nahe der Straße B4437, südlich von Ascott-under-Wychwood in Oxfordshire in England.
Die Ausgrabung des untypischen Cotswold Severn Tombs gehört in die Endphase der Blütezeit des Ausgrabens in Südbritannien und hat eine Reihe von Ergebnissen erbracht. Ascott-under-Wychwood ist einer von nur drei Cotswold Severn Tombs, der nahezu vollständig ausgegraben wurden. Der zweistufig errichtete Erdhügel war mit einer Reihe von durch Pfähle und Steine definierten Buchten versehen, die hauptsächlich mit Erde, Rasen und etwas Stein angefüllt sind. Er war von Steinmauern hoher Qualität eingeschlossen.
Der Long Barrow enthielt zwei gegenüber liegende Kammern, die von einem kurzen Gang von den Langseiten erschlossen wurden. Die Kammern und Gänge enthielten die Reste von etwa 21 Personen (aller Altersgruppen und beiderlei Geschlechts), die als Körper- oder Brandbestattungen eingebracht wurden. Der im 38. Jahrhundert v. Chr. erbaute Long Barrow war einer der frühesten in der Region. Er war wahrscheinlich nur drei bis fünf Generationen lang (75 bis 125 Jahre) in Gebrauch. Zu den Merkmalen des frühen 4. Jahrtausend v. Chr. gehörten kleine Gruben, Feuerstellen und zwei kleine Pfostenstrukturen. Die Funde bestehen aus Axtfragmenten, Feuerstein, Keramik, Mahlsteinen und Tierknochen. Die Menschen hielten Rinder, Schafe und Schweine. Es gibt vor allem während der mittleren Nutzungsphase eine Anzahl von Wildtierknochen.